# 尤斯图斯·沙罗夫斯基
尤斯图斯·沙罗夫斯基（德語：Justus Scharowsky，1980年8月13日—），德国男子曲棍球运动员。他曾代表德国国家队参加2004年夏季奥林匹克运动会曲棍球比赛，获得一枚铜牌。